# Gil Puyat

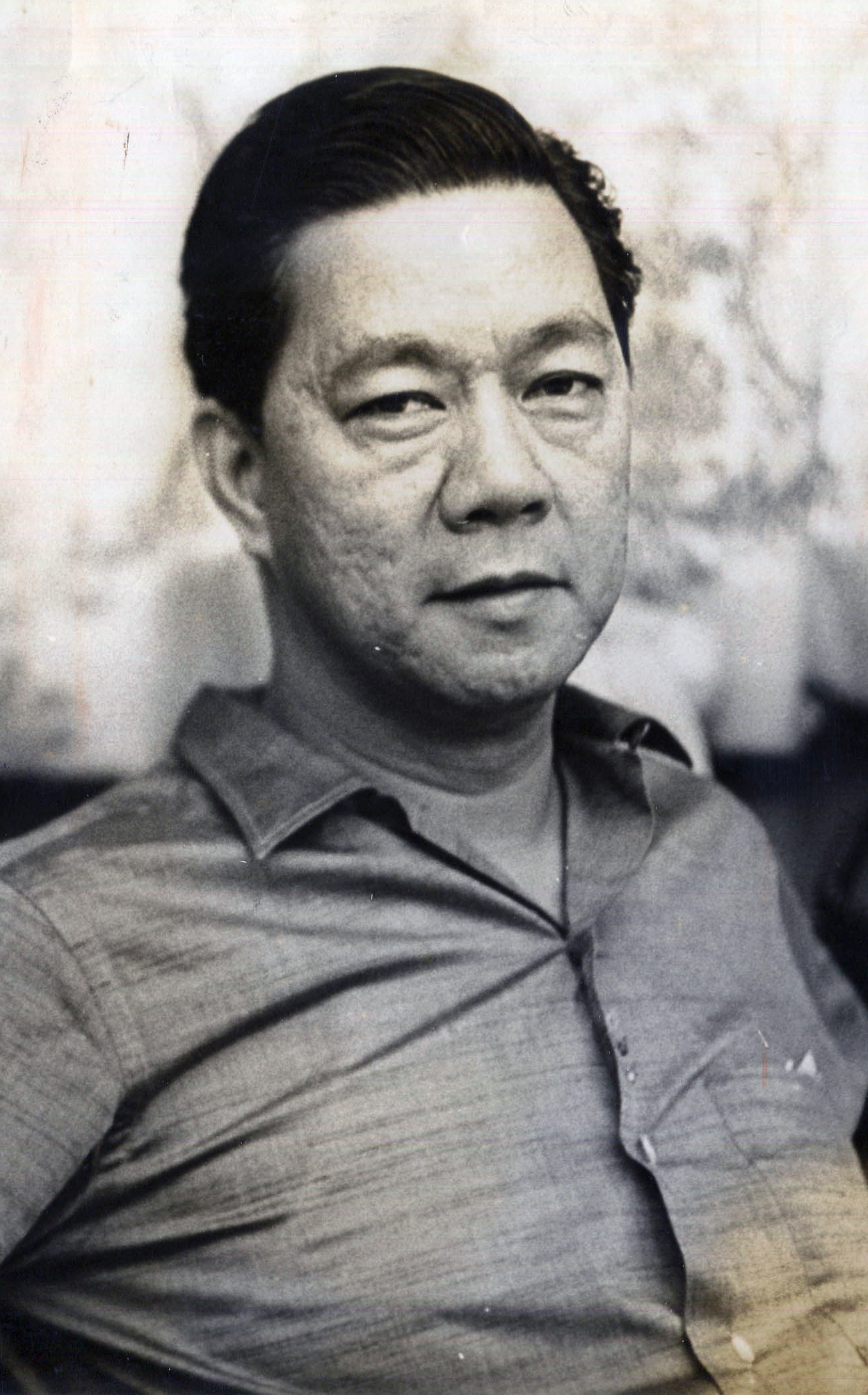
Gil Puyat

Gil J. Puyat (1 september 1907 - 22 maart 1981) was een Filipijns zakenman en politicus. Puyat was van 1951 tot 1972 lid van de Filipijnse Senaat. De laatste vijf jaar van die periode was hij president van de Filipijnse Senaat.

## Biografie
Gil Puyat studeerde cum laude en als beste van zijn jaar af aan de University of the Philippines. Zijn vader Don Gonzalo Puyat was een zakenman en had in de loop der tijd een groot zakenimperium opgebouwd. Na zijn afstuderen volgde Gil zijn vader op, in een van diens bedrijven. Ook bouwde hij het imperium verder uit. Zo richtte hij in 1968 Loyola Plans Consolidated op. Een bedrijf dat zich richt op levensverzekeringen en pensioenen. Op zijn 33e werd Puyat benoemd tot decaan van de faculteit bedrijfskunde van de University of the Phillippines.
Bij de verkiezingen van 1951 werd Puyat gekozen als lid van de Filipijnse Senaat. Hij werd drie maal herkozen en zou senator blijven tot de opheffing van de Senaat door president Ferdinand Marcos in 1972. Van 1967 tot 1972 was hij bovendien de voorzitter van de Senaat. Bij de verkiezingen van 1961 deed Puyat als onafhankelijk kandidaat mee aan de vicepresidentsverkiezingen. Hij eindigde daarbij met 28% van de stemmen als derde, achter Sergio Osmeña jr. en winnaar Emmanuel Pelaez.
Puyat overleed op 72-jarige leeftijd. Hij was getrouwd met Eugenia Guidote. Ze kregen samen zeven kinderen. Enkele van zijn kinderen en kleinkinderen waren later ook politiek actief. Jose Puyat jr. werd in 1969 gekozen als afgevaardigde namens Surigao del Sur en was van 1978 tot 1984 lid van het Batasang Pambansa. Gonzalo Puyat II was van 1982 tot 1984 lid van het Batasang Pambansa en Maria Consuela Puyat-Reyes was van 1987 tot 1992 afgevaardigde namens Makati City. Twee kinderen van zijn dochter Margarita Puyat-Bondoc werden ook afgevaardigde. Juan Pablo Bondoc was van 1998 tot 2004 afgevaardigde namens Pampanga, waarna diens zus Anna York Bondoc hem opvolgde.